# Filippo de Grenet
Filippo de Grenet (Napoli, 10 ottobre 1904 – Roma, 24 marzo 1944) è stato un militare e diplomatico italiano, vittima dell'eccidio delle Fosse Ardeatine, medaglia d'oro al valor militare alla memoria.

## Biografia
Nacque da Carlo (figlio del Senatore Francesco Grenet) e dalla nobile Teresa dei Conti Ricciardi.
Laureato in giurisprudenza, fu dal 1932 funzionario del Ministero degli Esteri (console).
Fu Volontario di guerra nel 1936 nella guerra d'Etiopia dove fu decorato di medaglia d'argento al valor militare.
Allo scoppio della seconda guerra mondiale divenne tenente di complemento d'artiglieria, inviato in Africa settentrionale, e membro del Servizio informazioni militare. Ferito gravemente e catturato dagli alleati, dopo 17 mesi di prigionia in Egitto, fu rimpatriato perché mutilato ed invalido di guerra. Dopo l'8 settembre 1943 prese parte alla Resistenza romana nelle file del Fronte Militare Clandestino (banda Bianchi).
Fu catturato dai nazifascisti insieme al col. Giuseppe Cordero Lanza di Montezemolo nel gennaio 1944 e detenuto nel carcere di via Tasso. Fu ucciso nel marzo 1944 nell'eccidio delle Fosse Ardeatine. Fu insignito di Medaglia d'Oro al Valor Militare alla memoria.
A Filippo de Grenet è dedicata la sala "Anticamera degli ambasciatori" del Palazzo della Farnesina, sede del Ministero degli Affari Esteri. Il suo nome è stato iscritto nel Libro d'Oro, scultura di Arnaldo Pomodoro.